# Broj 1 singlovi 2010. (Novi Zeland)
Popis broj 1 singlova u 2010. godini u Novom Zelandu prema RIANZ-u.

## Popis
| Datum        | Izvođač                   | Skladba                 |
| ------------ | ------------------------- | ----------------------- |
| 4. siječnja  | Stan Walker               | "Black Box"             |
| 11. siječnja | Stan Walker               | "Black Box"             |
| 18. siječnja | Stan Walker               | "Black Box"             |
| 25. siječnja | Stan Walker               | "Black Box"             |
| 1. veljače   | Stan Walker               | "Black Box"             |
| 8. veljače   | Stan Walker               | "Black Box"             |
| 15. veljače  | Timbaland ft. Katy Perry  | "If We Ever Meet Again" |
| 22. veljače  | Timbaland ft. Katy Perry  | "If We Ever Meet Again" |
| 1. ožujka    | Timbaland ft. Katy Perry  | "If We Ever Meet Again" |
| 8. ožujka    | Timbaland ft. Katy Perry  | "If We Ever Meet Again" |
| 15. ožujka   | J. Williams ft. Scribe    | "You Got Me"            |
| 22. ožujka   | J. Williams ft. Scribe    | "You Got Me"            |
| 29. ožujka   | J. Williams ft. Scribe    | "You Got Me"            |
| 5. travnja   | J. Williams ft. Scribe    | "You Got Me"            |
| 12. travnja  | Usher ft. will.i.am       | "OMG"                   |
| 19. travnja  | Usher ft. will.i.am       | "OMG"                   |
| 26. travnja  | Usher ft. will.i.am       | "OMG"                   |
| 3. svibnja   | Usher ft. will.i.am       | "OMG"                   |
| 10. svibnja  | B.o.B ft. Hayley Williams | "Airplanes"             |
| 17. svibnja  | B.o.B ft. Hayley Williams | "Airplanes"             |
| 24. svibnja  | B.o.B ft. Hayley Williams | "Airplanes"             |
| 31. svibnja  | B.o.B ft. Hayley Williams | "Airplanes"             |
| 7. lipnja    | B.o.B ft. Hayley Williams | "Airplanes"             |
| 14. lipnja   | The Naked and Famous      | "Young Blood"           |
| 21. lipnja   | The Naked and Famous      | "Young Blood"           |
| 28. lipnja   | Katy Perry ft. Snoop Dogg | "California Gurls"      |
| 5. srpnja    | Katy Perry ft. Snoop Dogg | "California Gurls"      |
| 12. srpnja   | Katy Perry ft. Snoop Dogg | "California Gurls"      |
| 19. srpnja   | Eminem ft. Rihanna        | "Love the Way You Lie"  |
| 26. srpnja   | Eminem ft. Rihanna        | "Love the Way You Lie"  |
| 2. kolovoza  | Eminem ft. Rihanna        | "Love the Way You Lie"  |
| 9. kolovoza  | Eminem ft. Rihanna        | "Love the Way You Lie"  |
| 16. kolovoza | Taio Cruz                 | "Dynamite"              |